# Évaluation archivistique

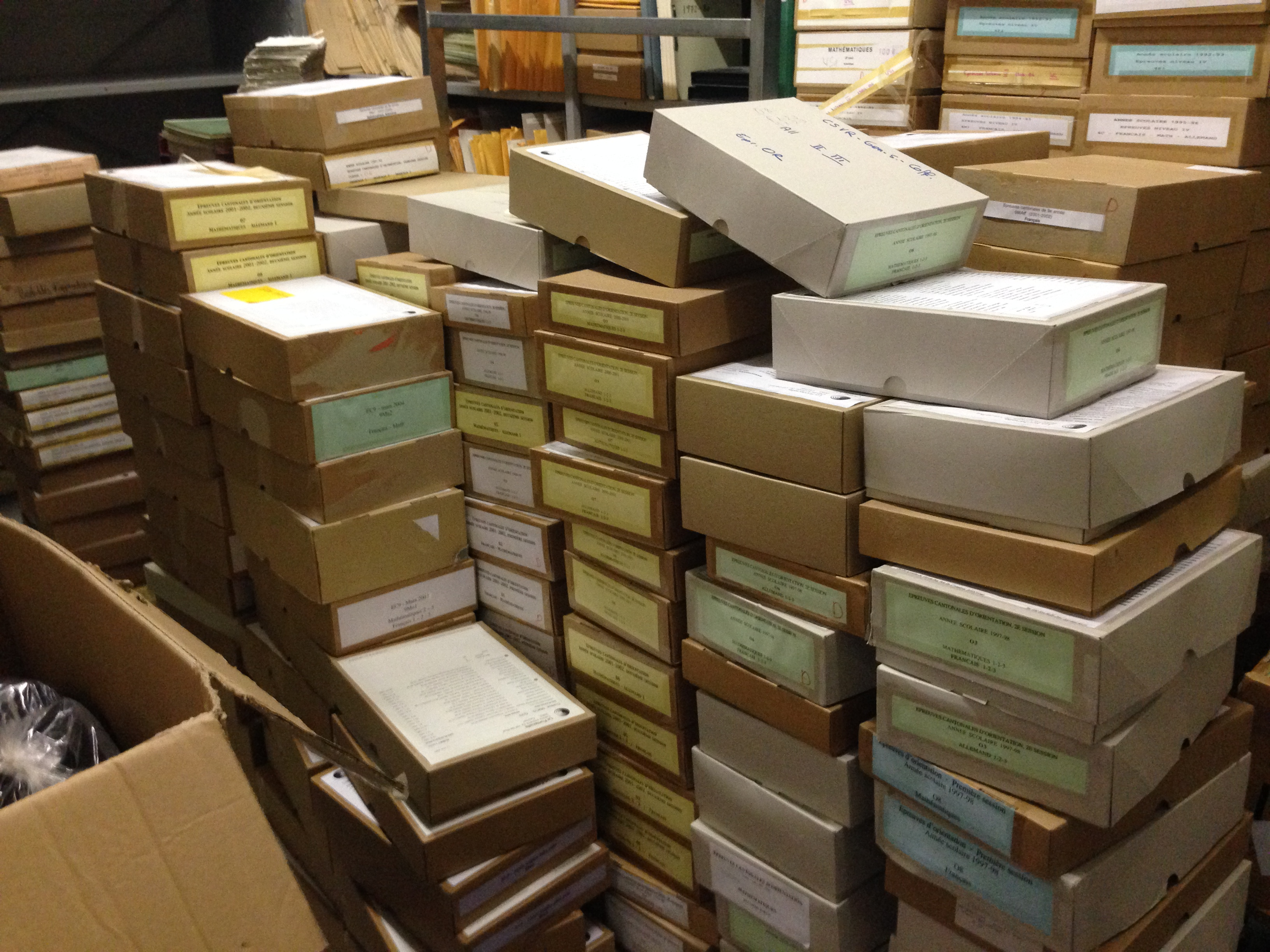
Archives en cours de traitement.

L'évaluation (appraisal, Bewertung) est l'action archivistique de déterminer quels sont les dossiers qui ont une valeur probante (avec leurs  délais de conservation) et ceux qui ont une valeur archivistique. Par extension, action physique de verser aux archives définitives les dossiers à valeur archivistique (voir Archivage) ou d'éliminer les dossiers inactifs sans valeur archivistique.

## Principes
- Cycle de vie (document)

## Théories et modèles
- Concept d'évaluation (Theodore R. Schellenberg)
- Plan de documentation (Hans Booms)
- Macro-évaluation (Terry Cook) : Méthode Top-Down[1]
- Modèle PIVOT (Archives nationales des Pays-Bas)
- Théorie du préarchivage (Halbeisen)
- Modèle Sante/Rohr
- Modèle de l'évaluation horizontale et verticale

## Critères

### Critères intellectuels
- Valeur probante (valeur primaire)
- Valeur archivistique (valeur secondaire)

### Critères techniques
- Exploitabilité (usability, Benutzbarkeit) : Accès, Lisibilité, Interprétabilité des documents

## Outil
- Calendrier de conservation

## Actions
- Élimination
- Versement aux archives